# جايا ميهتا
جايا ميهتا (بالإنجليزية: Jaya Mehta)‏ (16 أغسطس 1932 في الهند)؛ مُدرسة، مترجمة، كاتِبة، ناقدة وشاعرة هندية.